# Трапезников, Вадим Александрович
Вади́м Алекса́ндрович Трапе́зников (1905—1994) — советский и российский учёный в области электротехники и автоматики, академик АН СССР (1960). Герой Социалистического Труда (1965). Лауреат Сталинской (1951) и Ленинской премии (1981).

## Биография
Родился 15 (28) ноября 1905 года в Москве в дворянской семье. Поступил в Первую московскую гимназию, но окончить обучение не смог: сначала Октябрьская революция, затем гражданская война прервали его учёбу.
Начал работать в 1918 году: лаборант «Кооперахимии», нивелировщик в изыскательской партии, метеоролог «Мосхоза». В 1921 году без отрыва от работы окончил трудовую школу и поступил в МГУ, но в 1923 году перевёлся в МВТУ имени Н. Э. Баумана на электромеханический факультет, который окончил в 1928 году. Дипломная работа была выполнена на тему «Электрическое освещение поездов».
С 1928 по 1933 год работал во ВЭТИ имени В. И. Ленина, занимался поисками оптимальных параметров массово производившихся в то время промышленностью асинхронных двигателей. В 1929 году опубликовал первую научную работу «Исследование машины Розенберга». Всего в период с 1930 по 1946 год он публикует по этой проблеме 42 статьи, в основном в журналах «Электричество» и «Электротехническая промышленность».
В 1933 году перешёл в «Оргэнерго» на должность бригадного инженера, с 1938 года — главный инженер мастерских автоматики. В 1936 году получил первое авторское свидетельство (за номером 48911) «Устройство для автоматического регулирования температуры, давления и других величин». В 1937 году выходит в свет монография «Основы проектирования серий асинхронных машин».
В 1938 году получил приглашение на работу в ЦНИИ хлопчатобумажной промышленности руководителем лаборатории автоматики.
С 1930 года преподавал в МЭИ имени В. М. Молотова, ассистент, преподаватель, профессор. В начале 1938 года ему без защиты присуждена учёная степень кандидата технических наук, а в конце того же года он успешно защищает докторскую диссертацию на тему «Основы разнопольного проектирования асинхронных машин».
5 июля 1941 года переходит в Институт автоматики и телемеханики, старший научный сотрудник. В институте организует лабораторию технических средств автоматики. Вместе с институтом уезжает в эвакуацию в Ульяновск. Там для нужд оборонной промышленности под его руководством были созданы автоматы для развески сыпучих тел (порохов) и контроля изделий массового производства.
В 1947 году вышла в свет книга «Автоматический контроль размеров».
В 1953 году избран членом-корреспондентом, а в 1960 году — действительным членом АН СССР. Состоял Почётным членом Венгерской и Чехословацкой Академий наук.
В 1951 году назначен директором Института автоматики и телемеханики, возглавлял Институт до 1987 года. С 1965 по 1978 год, не оставляя поста директора института, работал первым заместителем председателя Государственного комитета по науке и технике.
Стал первым заведующим (внештатным) кафедрой Общих проблем управления механико-математического факультета МГУ (1966). Фактическим организатором кафедры и её реальным заведующим был Сергей Васильевич Фомин. Кафедра в течение 15 лет переживала очень трудные времена, но авторитет Трапезникова не позволил её разрушить. Был заведующим кафедрой до 1989 года.
Племянник – Трапезников Юрий Андреевич (18.10.1936 – 13.04.1999)
Умер 15 августа 1994 года. Похоронен в Москве на Кунцевском кладбище.

### Научные интересы
Фундаментальные труды в области электрических, пневматических и гидравлических средств автоматизации.
Создал образцы электрических регуляторов и следящих систем, аналоговых электронных моделирующих установок (ЭМУ) — в конце 1940-х — начале 1950-х годов единственных вычислительных средств для моделирования работы систем управления летательными аппаратами. С 1946 по 1960 год было разработано десять поколений ЭМУ.
Совместно с заводом «Тизприбор» (Москва) были созданы агрегатная унифицированная система пневматических приборов (АУС), а затем унифицированная система элементов промышленной пневмоавтоматики (УСЭППА).
Кроме того, велись работы по струйной технике (пневмоника), были созданы комбинированные струйно-мембранные элементы. Получила развитие гидравлическая ветвь средств автоматизации. К концу 1960-х годов было начато промышленное освоение универсальной системы элементов гидроавтоматики (СЭГРА).
В конце 1950-х годов на основе агрегатного принципа (разработанному в противовес широко применявшемуся в то время принципу базовой конструкции) была разработана Государственная система приборов (ГСП) автоматички. В связи с появлением полупроводниковой и ферритной техники с конца 1950-х годов были развёрнуты работы по созданию серий логических элементов и систем логического управления, создания управляющей цифровой вычислительной машины, которая в дальнейшем послужила прообразом целого класса вычислительных машин оборонного назначения.
Работы в области логических элементов и устройств, переросшие в исследования по дискретным средствам автоматизации, привели к выделению трёх научных направлений: создание средств и систем технического диагностирования объектов; создание систем массового обслуживания (конкретно систем резервирования и продажи авиабилетов для «Аэрофлота»); создание параллельных цифровых высокопроизводительных вычислительных машин с перестраиваемой структурой.
Много времени и сил уделял внедрению теоретических новинок теории управления в автоматизацию производства. Главной причиной сложностей с внедрением оказалось отсутствие экономической заинтересованности в результатах автоматизации на предприятиях в условиях жёсткого планирования объёмов выпуска продукции, цен, штатных расписаний и других плановых показателей. В. А. Трапезниковым было внесено немало предложений по путям решения этих проблем, сделано много докладов, опубликовано статей в центральной прессе. В 1983 году вышла в свет книга «Управление и научно-технический прогресс».
В 1958 году был привлечён академиком А. П. Александровым к участию в конкурсе предэскизных проектов глубокой комплексной автоматизации нового класса атомных подводных лодок — истребителей подводных и надводных кораблей вероятных противников. Вскоре Постановлением ЦК КПСС и СМ СССР был назначен научным руководителем комплексной автоматизации атомных подводных лодок, Институт автоматики и телемеханики вошёл в число соисполнителей научных исследований, предназначенных для обеспечения проектных работ. Первый вариант лодки-истребителя («Голубой кит») впервые вышел в море в ноябре 1971 года, основной вариант лодки был испытан и принят на вооружение в 1978 году.
Разработки для атомных подводных лодок после модификации были внедрены на новой серии атомных ледоколов: «Арктика», «Сибирь» и др.

### Память
- В 1989 году имя Трапезникова присвоено Институту проблем управления АН СССР. На здании института установлена мемориальная доска. В холле института установлен бюст.
- На Кунцевском кладбище установлен памятник с барельефом.

## Награды и премии
- Сталинская премия второй степени (1951) — за работу в области приборостроения (по созданию отечественных электронно-счётных устройств)
- Ленинская премия (1981) — за научное руководство работами по автоматизации первой в СССР атомной подводной лодки-истребителя (проект 705)
- Герой Социалистического Труда (1965) — за выдающиеся заслуги в области автоматического управления и в связи с шестидесятилетием со дня рождения.
- орден Ленина (1965),
- орден Октябрьской революции,
- орден Трудового Красного Знамени (1949),
- медаль «За доблестный труд в Великой Отечественной войне 1941—1945 гг.» (1946).